# Miliarèsion

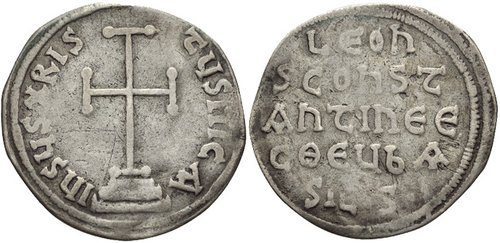
Exemple de la primera miliaresia, encunyada per Lleó III per celebrar la coronació del seu fill, Constantí V, com a coemperador. Vegeu la falta de qualsevol imatge excepte la creu.

Miliarèsion (en grec: μιλιαρήσιον, del llatí: miliarensis) va ser el terme utilitzat per denominar una sèrie de monedes de plata romanes d'Orient. En el seu sentit més específic, es refereix a un tipus de moneda de plata utilitzada entre els segles viii-xi.

## Història
Originalment, el nom se li va donar a una sèrie de monedes de plata emeses al segle iv que eren l'equivalent de 1.000 nummi. Posteriorment i fins al segle vii, els romans d'Orient no van usar monedes de plata. Al segle vii, es va denominar «miliarèsion» a les monedes tipus hexagrama i al voltant del 720 per a un nou tipus, més gran i més prim que l'hexagrama, instituït per l'emperador romà d'Orient Lleó III.
Aquest últim tipus, pel qual generalment es conserva el terme miliarèsion entre numismàtics, aparentment va ser encunyat amb un pes inicial entorn a 2,27 grams, encara que durant el període macedoni va augmentar a 3,03 grams. Durant el primer segle de la seva emissió, sembla que es van emetre únicament amb finalitats cerimonials amb motiu del nomenament d'un coemperador i, per tant, sempre compten amb els noms de dos emperadors romans d'Orient. A partir del regnat de l'emperador Teòfil, el miliarèsion es va utilitzar de forma regular. Les monedes van ser inspirades en el dírham islàmic de plata contemporani i igual, inicialment no tenien representacions humanes, lluint en el seu lloc els noms i títols de l'emperador o emperadors romans d'Orient en el revers i una creu en l'anvers. Al segle x, l'emperador Alexandre va introduir un bust de Crist en l'anvers i Romà I va afegir un bust imperial al centre de la creu. Aquest procés va culminar al segle xi, quan van començar a aparèixer en les monedes imatges d'emperadors, Crist i la Mare de Déu.
Al segle xi van començar a encunyar-se fraccions de 2⁄3 i 1⁄3 de miliarèsion, però el col·lapse financer i militar dels anys 1070-1080 va afectar la seva qualitat. Es van abandonar després de 1092, excepte com a unitat de compte equivalent a 1⁄12 de nomisma. Sota el domini dels Comnens, va ser substituït inicialment per una moneda de molt baix grau encunyada amb billó, inicialment taxada en un quart de miliarèsion, però després molt devaluada. El miliarèsion va ser restablit essencialment en la forma del basilikon, emès al voltant de 1300 en endavant.
El nom també va passar a altres idiomes d'Europa occidental, on milliarès va ser utilitzat per a diversos tipus de monedes de plata musulmanes.